# Mortes em agosto de 2010
Mortes em 2010: ← Janeiro – Fevereiro – Março – Abril – Maio – Junho – Julho – Agosto – Setembro – Outubro – Novembro – Dezembro →
A lista a seguir relaciona pessoas notáveis que morreram em agosto de 2010:

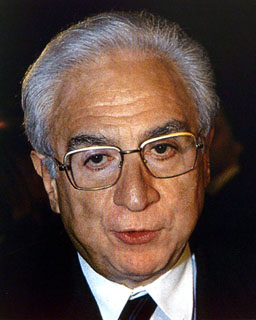
Francesco Cossiga, ex-presidente da Itália.

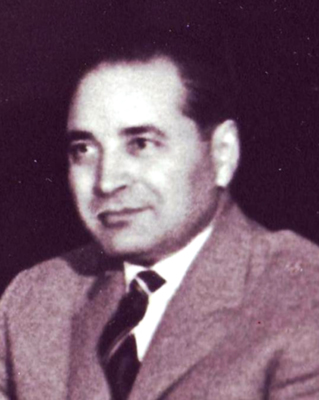
Gheorghe Apostol, político romeno.

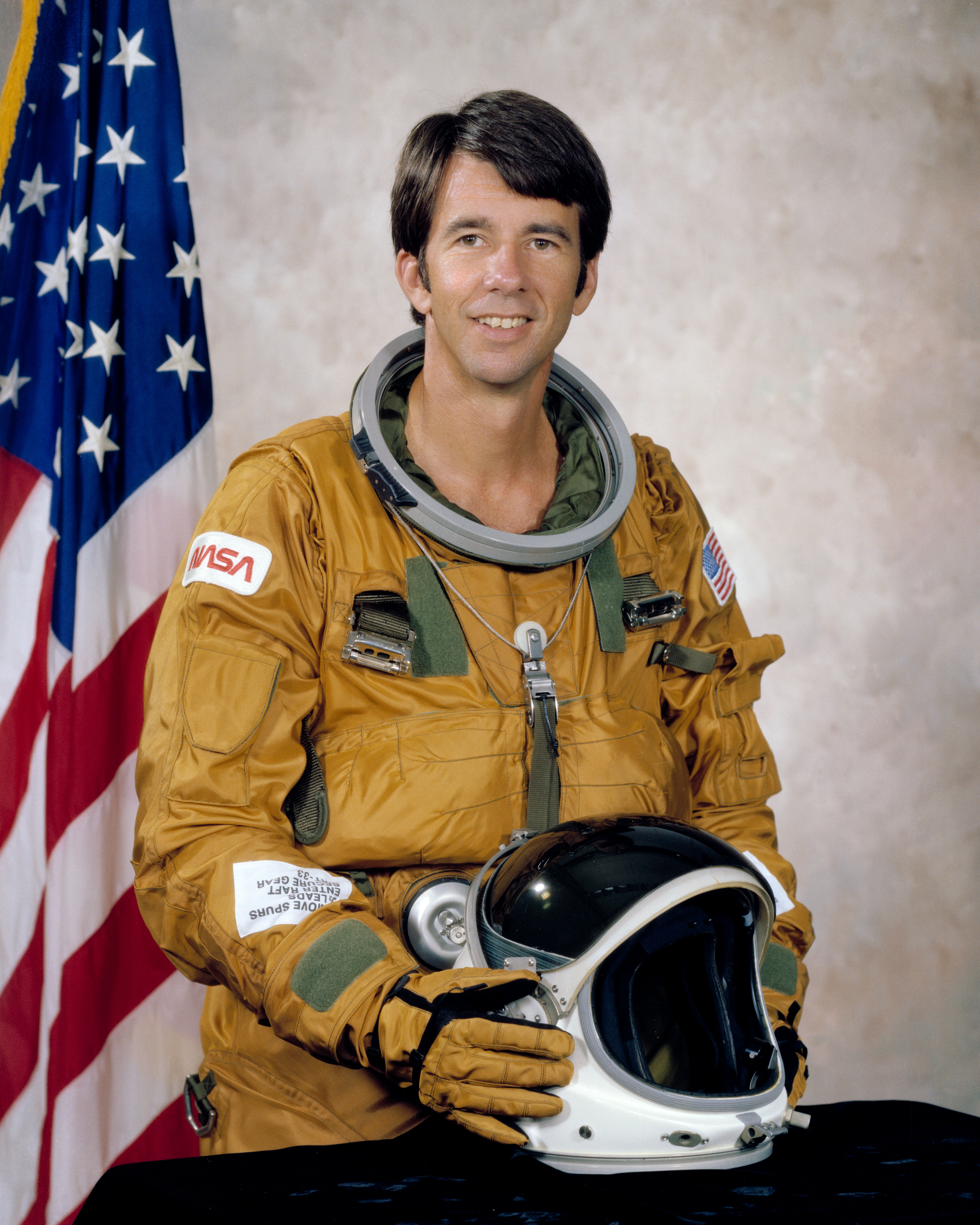
William Lenoir, astronauta norte-americano.

| Dia | Nome                         | Profissão ou motivo de reconhecimento | Nacionalidade  | Ano de nasc. | Ref    |
| --- | ---------------------------- | ------------------------------------- | -------------- | ------------ | ------ |
| 1   | Lolita Lebrón                | Ativista política                     | Porto Rico     | 1919         | [ 1 ]  |
| 2   | Mário Bettencourt Resendes   | Jornalista                            | Portugal       | 1952         | [ 2 ]  |
| 3   | Bobby Hebb                   | Cantor                                | Estados Unidos | 1938         | [ 3 ]  |
| 3   | Carlos Almaça                | Biólogo                               | Portugal       | 1934         | [ 4 ]  |
| 4   | Gary Johnson                 | Jogador de futebol americano          | Estados Unidos | 1952         | [ 5 ]  |
| 4   | Joffre Rodrigues             | Cineasta                              | Brasil         | 1941         | [ 6 ]  |
| 4   | Lilian Moisés Paolilo Ferrão | Cantora                               | Brasil         | 1974         | [ 7 ]  |
| 5   | Godfrey Binaisa              | Presidente de seu país                | Uganda         | 1920         | [ 8 ]  |
| 6   | Catfish Collins              | Músico                                | Estados Unidos | 1944         | [ 9 ]  |
| 6   | Tony Judt                    | Historiador                           | Inglaterra     | 1948         | [ 10 ] |
| 7   | Bruno Cremer                 | Ator                                  | França         | 1929         | [ 11 ] |
| 8   | Massamasso Tchangaï          | Futebolista                           | Togo           | 1978         | [ 12 ] |
| 8   | Patricia Neal                | Atriz                                 | Estados Unidos | 1926         | [ 13 ] |
| 9   | Ted Stevens                  | Político                              | Estados Unidos | 1923         | [ 14 ] |
| 10  | Antonio Pettigrew            | Velocista                             | Estados Unidos | 1967         | [ 15 ] |
| 10  | Armando Robles Godoy         | Cineasta                              | Peru           | 1923         | [ 16 ] |
| 10  | Dana Dawson                  | Atriz e cantora                       | Estados Unidos | 1973         | [ 17 ] |
| 11  | Bruno Schleinstein           | Ator                                  | Alemanha       | 1931         | [ 18 ] |
| 12  | Guido de Marco               | Ex-presidente de seu país             | Malta          | 1932         | [ 19 ] |
| 13  | Lance Cade                   | Wrestler                              | Estados Unidos | 1982         | [ 20 ] |
| 14  | Abbey Lincoln                | Atriz e cantora                       | Estados Unidos | 1930         | [ 21 ] |
| 14  | Herman Leonard               | Fotógrafo                             | Estados Unidos | 1923         | [ 22 ] |
| 14  | Sherman W. Tribbitt          | Político                              | Estados Unidos | 1922         | [ 23 ] |
| 15  | Lionel Régal                 | Automobilista                         | França         | 1975         | [ 24 ] |
| 16  | Nicola Cabibbo               | Físico                                | Itália         | 1935         | [ 25 ] |
| 17  | Alejandro Maclean            | Piloto de avião                       | Espanha        | 1969         | [ 26 ] |
| 17  | Francesco Cossiga            | Ex-presidente de seu país             | Itália         | 1928         | [ 27 ] |
| 17  | Ricardo José Weberberger     | Religioso                             | Áustria        | 1939         | [ 28 ] |
| 18  | Carlos Hugo de Borbón-Parma  | Nobre                                 | Espanha        | 1930         | [ 29 ] |
| 18  | Harold Connolly              | Atleta                                | Estados Unidos | 1930         | [ 30 ] |
| 19  | Ahna Capri                   | Atriz                                 | Hungria        | 1944         | [ 31 ] |
| 19  | Dick Maloney                 | Cantor                                | Canadá         | 1932         | [ 32 ] |
| 20  | Gyda Hansen                  | Atriz                                 | Dinamarca      | 1938         | [ 33 ] |
| 20  | Tiberio Murgia               | Ator                                  | Itália         | 1929         | [ 34 ] |
| 21  | Alberto Ablondi              | Religioso                             | Itália         | 1924         | [ 35 ] |
| 21  | Christoph Schlingensief      | Cineasta                              | Alemanha       | 1960         | [ 36 ] |
| 21  | Edmundo Lemanski             | Empresário                            | Brasil         | 1926         | [ 37 ] |
| 21  | Gheorghe Apostol             | Político                              | Roménia        | 1913         | [ 38 ] |
| 21  | Melody Gersbach              | Modelo                                | Filipinas      | 1986         | [ 39 ] |
| 21  | Paulo Lumumba                | Futebolista                           | Brasil         | 1936         | [ 40 ] |
| 21  | Rodolfo Fogwill              | Escritor                              | Argentina      | 1941         | [ 41 ] |
| 22  | Stjepan Bobek                | Futebolista                           | Croácia        | 1923         | [ 42 ] |
| 22  | Valdemar Carabina            | Futebolista                           | Brasil         | 1932         | [ 43 ] |
| 23  | Carlos Mendo                 | Jornalista                            | Espanha        | 1933         | [ 44 ] |
| 23  | George David Weiss           | Compositor                            | Estados Unidos | 1921         | [ 45 ] |
| 24  | Acácio Rodrigues Alves       | Religioso                             | Brasil         | 1925         | [ 46 ] |
| 24  | Maria Dulce                  | Actriz                                | Portugal       | 1936         | [ 47 ] |
| 24  | Satoshi Kon                  | Cineasta                              | Japão          | 1963         | [ 48 ] |
| 25  | Guillermo Blanco Martínez    | Escritor                              | Chile          | 1926         | [ 49 ] |
| 26  | Michel Montignac             | Criador de dieta                      | França         | 1944         | [ 50 ] |
| 26  | Raimon Panikkar              | Teólogo                               | Espanha        | 1918         | [ 51 ] |
| 27  | Anton Geesink                | Judoca                                | Países Baixos  | 1934         | [ 52 ] |
| 28  | John Freeborn                | Piloto de avião                       | Inglaterra     | 1919         | [ 53 ] |
| 28  | William Lenoir               | Astronauta                            | Estados Unidos | 1939         | [ 54 ] |
| 29  | Ary Fernandes                | Cineasta                              | Brasil         | 1931         | [ 55 ] |
| 29  | Dorina de Gouvêa Nowill      | Ativista e filantropa                 | Brasil         | 1919         | [ 56 ] |
| 30  | Alain Corneau                | Cineasta                              | França         | 1943         | [ 57 ] |
| 30  | Dejene Berhanu               | Atleta                                | Etiópia        | 1981         | [ 58 ] |
| 30  | Francisco Varallo            | Futebolista                           | Argentina      | 1910         | [ 59 ] |
| 30  | Victoria Langley             | Atriz                                 | Austrália      | 1961         | [ 60 ] |
| 31  | Laurent Fignon               | Ciclista                              | França         | 1960         | [ 61 ] |